# Buddyzm w Europie
Buddyzm w Europie – obecność na kontynencie europejskim jednej z najliczniejszych współcześnie religii zapoczątkowanej na subkontynencie indyjskim przez buddów (odpowiednio też arhatów i bodhisatwów). Duża procentowo liczba wyznawców buddyzmu we współczesnej Europie, to członkowie wspólnot zen i szkół buddyzmu tybetańskiego. Obecnie liczy się, iż w Europie jest 3 miliony buddystów, głównie w Rosji, Francji i Wielkiej Brytanii. Również w Polsce prowadzą działalność oficjalnie zarejestrowane przez MSWiA buddyjskie związki wyznaniowe.

## Historia

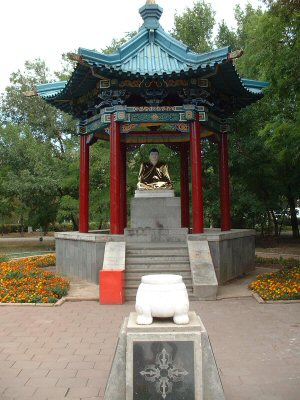
Statua Buddy w Eliście, Kałmucja.

Głębsze zainteresowanie buddyzmem rozpoczęło się w Europie w latach 70. XIX w. w kręgach uczonych akademickich. Jako jedni z pierwszych zaczęli interesować się nim Arthur Schopenhauer, Friedrich Nietzsche i twórczyni teozofii, Helena Bławatska.
Od XIX wieku (niekiedy znacznie wcześniej) państwa europejskie takie jak Wielka Brytania, Francja, Holandia i Rosja rozbudowały swoje posiadłości kolonialne w Azji, opanowując tereny, gdzie buddyzm był dominującą religią. Spowodowało to napływ buddyjskiej sztuki i literatury do Europy.
Buddyzm (jako filozofia nieteistyczna) przyczynił się do osłabienia tradycji judeo-chrześcijańskiej, do rozwoju filozofii empirycznej i idealistycznej, a współcześnie do rozwoju antyrealizmu oraz nowych ruchów religijnych i ezoterycznych, np. New Age.
Na początku XX w. pierwsi Europejczycy (np. Karl Eugen Neumann) zaczęli studiować buddyzm w azjatyckich ośrodkach tej religii. Z Azji do Europy zaczęli przyjeżdżać pierwsi mnisi-misjonarze buddyjscy: Nyanatiloka, Nyanaponika, Lama Anagarika Govinda, Ayya Khema. Misjonarska działalność buddyzmu nasiliła się znacznie w Europie od lat 50. XX w. W latach 60. i 70. XX wieku nastąpił gwałtowny rozwój buddyzmu w Europie, w szczególności zaczęło powstawać wiele ośrodków, w których możliwość praktykowania mają nie tylko mnisi, ale też osoby świeckie.
W 1975 powstała Europejska Unia Buddyjska zrzeszająca wszystkie organizacje buddyjskie w Europie.
Rosja oraz Austria jako jedyne kraje w Europie uznają buddyzm jako oficjalną, lecz niekoniecznie krajową religię w ich krajach związkowych. Ponadto Rosja uznaje również islam, judaizm i oczywiście prawosławie, za oficjalne religie Federacji Rosyjskiej – reszta religii jest w Rosji nie uznawana i odrzucana. Kałmucja (nad dolną Wołgą) jest dzisiaj jedynym regionem Europy, gdzie buddyzm zdecydowanie dominuje, będąc tradycyjną religią Kałmuków, którzy osiedlali się tam od XVII w.
Obecnie w całej Europie działa kilkaset różnych organizacji buddyjskich związanych z większością tradycyjnych, azjatyckich szkół buddyzmu (Theravada, Wadżrajana i Zen), ale również nowe nurty np. Sangharakshita, Buddyzm Diamentowej Drogi Ole Nydahla, sekta Nichiren i kult Buddy Amidy. Znanym propagatorem buddyzmu jest w Europie XIV Dalajlama.
Tacy naukowcy jak Albert Einstein oraz biolodzy Francisco Varela i Humberto Maturana podkreślali swoje związki z buddyzmem.

## Wyznawcy buddyzmu w krajach europejskich
Najwięcej wyznawców buddyzmu mieszka w Federacji Rosyjskiej, Francji i Niemczech.
| Kraj                         | Liczba ludności | Buddyści  | % buddystów w kraju |
| ---------------------------- | --------------- | --------- | ------------------- |
| Belgia                       | 10 666 866      | 29 467    | 0,29%               |
| Niemcy                       | 82 438 000      | 250 000   | 0,30%               |
| Anglia (bez Szkocji i Walii) | 50 100 000      | 139 046   | 0,28%               |
| Francja                      | 60 650 000      | 600 000   | 0,99%               |
| Islandia                     | 305 309         | 1 000     | 0,33%               |
| Włochy                       | 60 054 511      | 60 000    | 0,1%                |
| Chorwacja                    | 4 400 000       | 1 500     | 0,034%              |
| Norwegia                     | 4 610 820       | 20 000    | 0,43%               |
| Austria                      | 8 220 000       | 10 394    | 0,13%               |
| Polska                       | 38 626 349      | 5 000     | 0,013%              |
| Federacja Rosyjska           | 142 008 838     | 700 000   | 0,5%                |
| Szkocja                      | 5 062 011       | 5 000     | 0,1%                |
| Szwecja                      | 7 415 100       | 24 000    | 0,32%               |
| Słowenia                     | 1 964 036       | 500       | 0,025%              |
| Węgry                        | 10 085 000      | 5 223     | 0,05%               |
| Walia                        | 2 903 085       | 5 407     | 0,19%               |
| Ogółem                       | 489 510 425     | 1 856 314 | 0,42%               |

## Świątynie buddyjskie w Europie

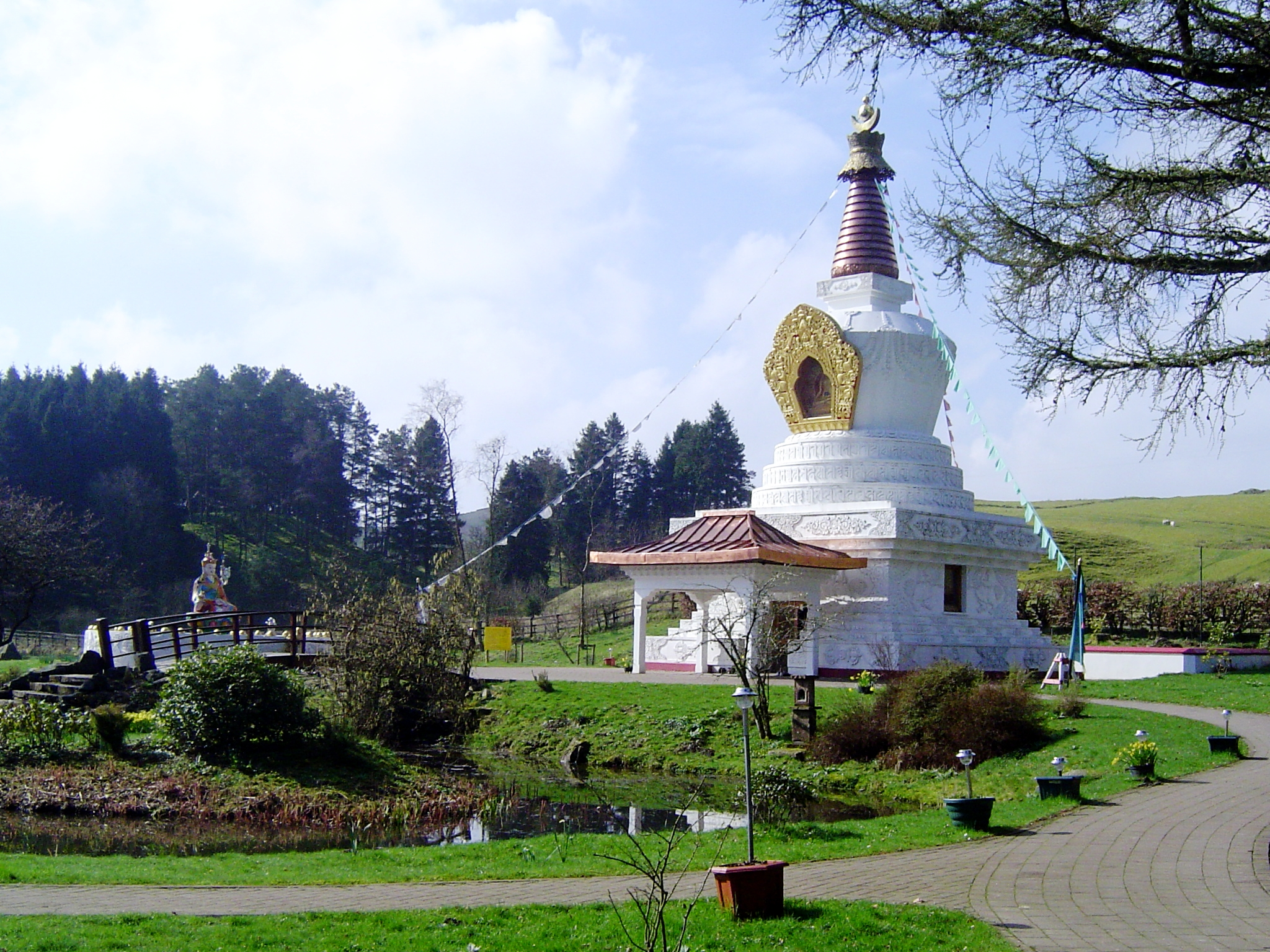
Główna stupa na Samyé Ling

### Kałmucja
- Największą świątynią Europy wschodniej jest Złota Świątynia w Kałmucji, utworzona w grudniu 2005[6].

### Wielka Brytania
- Największą buddyjską świątynią w Europie jest Samyé Ling w Szkocji. Świątynia należy do Samyé Ling, reprezentującego szkołę buddyzmu tybetańskiego kagyu. Obiekt znajduje się na Świętej Wyspie Zatoki Clyde, a w jego skład wchodzi Centrum dla Pokoju i Zdrowia Świata oraz centrum wycofania dla mniszek. Samyé Ling utworzył również swoje centra w ponad 20 krajach, w tym Belgii, Irlandii, Polsce, Południowej Afryce, Hiszpanii i Szwajcarii[7].

### Francja
- „Cztery Dhagpo” bądź tzw. „Mandala Dhagpo Kagyu” to wielki kompleks buddyjski położony we Francji, na który składają się cztery położone w pobliżu siebie ośrodki: Dhagpo Kagyu Ling, Dhagpo Kundreul Ling, Dhagpo Dargye Ling, Dhagpo Dedreul Ling. Ośrodek Dhagpo Kagyu Ling powstał w roku 1976, jako główna siedziba XVI Karmapy, zwierzchnika szkoły Karma Kagyu buddyzmu tybetańskiego. Karmapa ustanowił w nim jako swoich reprezentantów Gendyna Rinpocze oraz Dzigme Rinpocze. W ramach „Czterech Dhagpo” działają: otwarty ośrodek buddyjski, biblioteka, uniwersytet buddyjski, świątynia oraz ośrodki odosobnieniowe dla mnichów oraz osób świeckich. Aktualnie Dhagpo Kagyu Ling pełni funkcję głównej europejskiej siedziby XVII Karmapy Taje Dordże[8].

- W roku 1982 wietnamski mnich Thích Nhất Hạnh oraz mniszka Chân Không utworzyli wioskę budyjską Plum (Làng Mai). Centrum składa się ze świątyni i Centrum Praktyki i znajduje się w Dordogne na południu Francji.

### Hiszpania
- Na Costa del Sol w południowej Hiszpanii w pobliżu miejscowości Benalmadena nieopodal Malagi usytuowana jest jedna z największych stup na świecie – Stupa Oświecenia – buddyjski monument symbolizujący pokój, dobrobyt i harmonię. Stupa Oświecenia, w której wnętrzu znajduje się świątynia, jest wysoka na 33 metry, a jej podstawa wynosi ponad 25 metrów. Została zbudowana dzięki inspiracji Tseczu Rinpocze, wielkiego mistrza ze szkoły Drugpa Kagyu i zainaugurowana 5 października 2005 roku przez XIV Szamara Rinpocze[9].